# Bedřich Bernau
Bedřich (Friedrich) Bernau, roz. Přemysl Bačkora (22. srpna 1849 Praha – 2. ledna 1904 Plaňany), byl český spisovatel, autor vlastivědných spisů v češtině a němčině.

## Život
Narodil se pod jménem Přemysl Bačkora v rodině známého vlasteneckého učitele a odborného spisovatele Josefa Množislava Bačkory (1803–1876), ale v dospělosti si změnil jméno na německé Bedřich (Friedrich) Bernau. Důvodem mu byla nejspíš obava, že by němečtí nakladatelé mohli odmítnout uveřejnit práce česky znějícího autora. Nestal se však odrodilcem, ve svých německých spisech nikdy neútočil na Čechy.
Oženil se s Annou Žofií Franclovou. V době, kdy pracoval jako účetní v radonickém cukrovaru, se jim ve městě narodily děti Gustav (1876), Zdenka (1877) a Karel (1880). Dne 1. června 1881 se rodina odstěhovala do Štětí, kde žila necelý rok a odkud se odstěhovala do Plaňan. V Plaňanech Bedřich Bernau pracoval jako správce cukrovaru a po smrti byl pohřben na tamním hřbitově.
Působil jako účetní v pražské plynárně, pojišťovně a v několika cukrovarech, naposledy v Plaňanech. Ve volném čase se zabýval archeologií, historií a kulturou. Spolupracoval s Ottovým slovníkem naučným a byl aktivním členem Společnosti Musea Království českého a mnoha spolků, které se věnovaly historii. Roku 1895 byl jednatelem Archeologické komise při ČAVU.

## Dílo
Byl známý vlastivědnými a historickými studiemi z českých zemí, které psal česky i německy (Comotovia, Allgemeines Jahrbuch für das mittlere Egergebiet). Přispíval do časopisu Památky archeologické a Ottova rozsáhlého průvodce Čechy.
Jeho hlavním dílem bylo Album der Burgen und Schlösser im Königreiche Böhmen 1-2, vydávané na pokračování v Žatci v letech 1879–1883 s ilustracemi Baltazara Kutiny. (Teprve o něco později začal své úspěšnější Hrady, zámky a tvrze království Českého vydávat August Sedláček, oba však tvořili nezávisle.) Edice skončila předčasně roku 1883. Jedním z důvodů mohlo být, že Bernau líčil dějiny smířlivě a objektivně, bez projevů nepřátelství vůči Čechům. Městu, kde strávil poslední léta života, věnoval spis Plaňany s okolím (1896).